# Lijst van leden van het Internationale Residumechanisme voor Straftribunalen

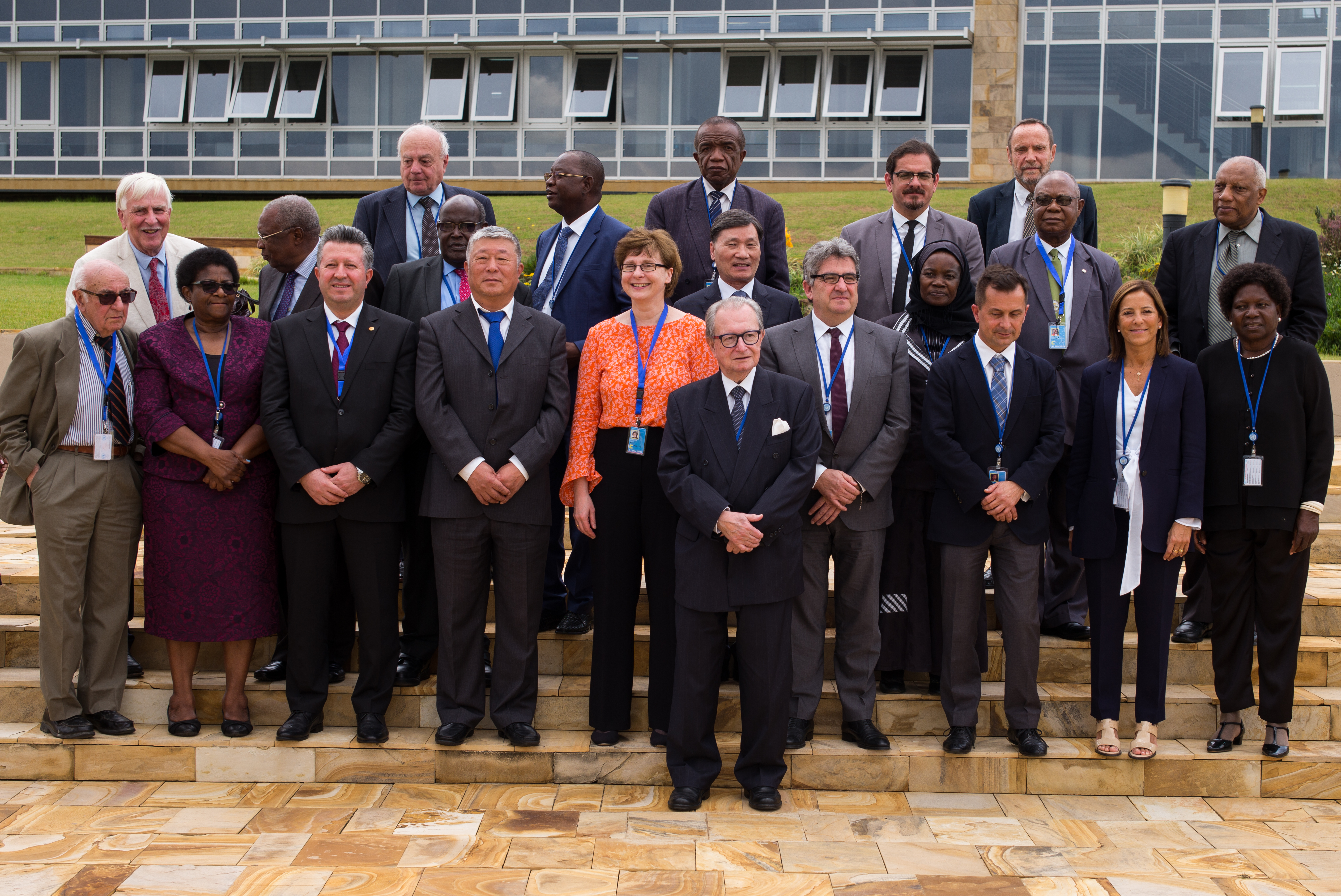
Rechters van het Internationale Residumechanisme voor Straftribunalen (2019)

Dit is een lijst van leden van Internationale Residumechanisme voor Straftribunalen. Het tribunaal is de opvolger van het Joegoslavië-tribunaal en het Rwanda-tribunaal en bevindt zich daarom in twee plaatsen: in respectievelijk Den Haag en Arusha. De rechters werden op 20 december 2011 gekozen en op verschillende momenten in 2012 beëdigd.

## Hoofdaanklager
| Land   | Naam          | Leven | Van  | Tot |
| ------ | ------------- | ----- | ---- | --- |
| Gambia | Hassan Jallow | 1951- | 2012 |     |

## Hoofdgriffier
| Land      | Naam         | Leven | Van  | Tot |
| --------- | ------------ | ----- | ---- | --- |
| Australië | John Hocking | 1957- | 2012 |     |

## Rechters
Hieronder staan de rechters van het tribunaal. Op de permanent rechter-president Theodor Meron na zijn de rechters oproepbaar.
| Land                | Naam                              | Leven | Rechter | President |
| ------------------- | --------------------------------- | ----- | ------- | --------- |
| Verenigde Staten    | Theodor Meron                     | 1930- | 2012-   | 2012-     |
| Malta               | Carmel Agius                      | 1945- | 2012-   |           |
| Turkije             | Aydin Sefa                        | 1950- | 2012-   |           |
| Frankrijk           | Jean-Claude Antonetti             | 1942- | 2012-   |           |
| Kameroen            | Florence Arrey                    | 1948- | 2012-   |           |
| Oeganda             | Solomy Balungi Bossa              | 1956- | 2012-   |           |
| Spanje              | Ricardo de Prada                  | 1957- | 2012-   |           |
| Verenigd Koninkrijk | Ben Emmerson                      | 1963- | 2012-   |           |
| Duitsland           | Christoph Flügge                  | 1947- | 2012-   |           |
| Uruguay             | Graciela Gatti                    | 1964- | 2012 -  |           |
| Bahama's            | Burton Hall                       | 1947- | 2012-   |           |
| Denemarken          | Vagn Joensen                      | 1950- | 2012-   |           |
| Burkina Faso        | Gberdao Kam                       | 1958- | 2012-   |           |
| China               | Liu Daqun                         | 1950- | 2012-   |           |
| Tanzania            | Joseph Masanche                   | 1944- | 2012-   |           |
| Zuid-Afrika         | Bakone Moloto                     | 1944- | 2012-   |           |
| Kenia               | Lee Muthoga                       | 1945- | 2012-   |           |
| Gambia              | Annie N'gum                       | 1953- | 2012-   |           |
| Zambia              | Prisca Matimba Nyambe             | 1951- | 2012-   |           |
| Nederland           | Fons Orie                         | 1947- | 2012-   |           |
| Zuid-Korea          | Seon Ki Park                      | 1954- | 2012-   |           |
| Madagaskar          | Mparany Rajohnson                 | 1948- | 2012-   |           |
| Jamaica             | Patrick Lipton Robinson           | 1944- | 2012-   |           |
| Portugal            | Ivo Nelson de Caires Batista Rosa | 1966- | 2012-   |           |
| Tanzania            | William Sekule                    | 1944- | 2012-   |           |